# 4572 Brage
A 4572 Brage (ideiglenes jelöléssel 1986 RF) a Naprendszer kisbolygóövében található aszteroida. Poul Jensen fedezte fel 1986. szeptember 8-án.